# Zülow (Adelsgeschlecht)

Wappen derer von Zülow

Zülow ist der Name eines alten mecklenburgischen Adelsgeschlechts mit dem gleichnamigen Stammhaus Zülow im Amt Stralendorf bei Schwerin. Die Namensform wechselte im Laufe der Zeit zwischen Tzülowe, Czulowe, Zulo, Zulow und Zülow. Zweige der Familie bestehen bis heute. Sie ist von der stamm- und wappenverschiedenen Familie von Züle, mit der sie in der historischen Literatur gelegentlich vermengt wurde, zu unterscheiden.

## Geschichte

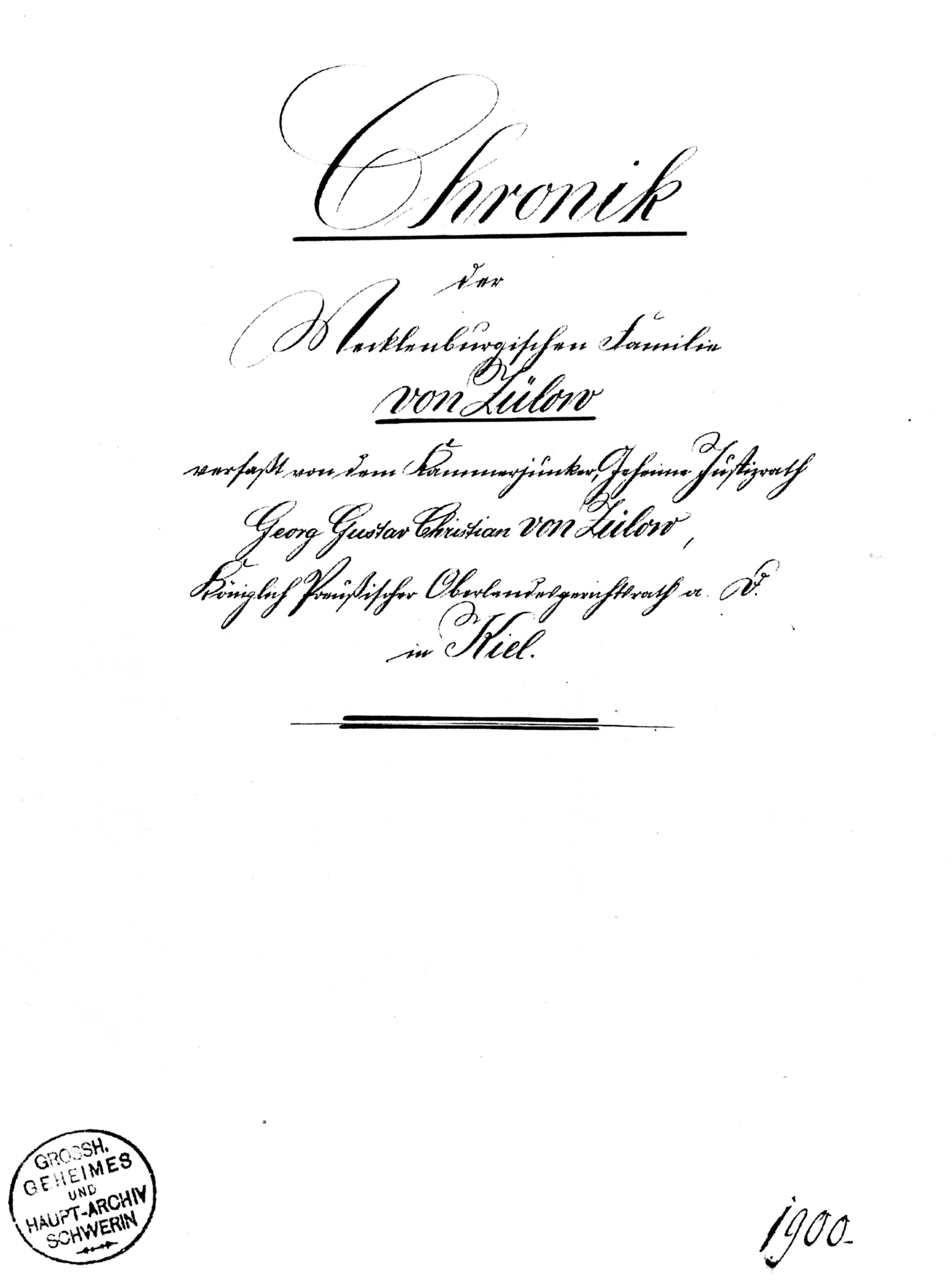
Familienchronik von Georg Gustav Christian von Zülow, Kiel 1900

Das Geschlecht erscheint erstmals urkundlich 1282 mit Nikolaus auf Zülow und am 12. April 1313 mit dessen Sohn Antonius de Tzulowe. Bereits im 14. Jahrhundert erscheinen die Zülows auch in Pommern. Antons (urkundlich 1313) Enkel Gottschalk auf Zülow, urkundlich 1358, war Burgmann von Schwerin. Wiederum dessen Enkel Helmold I. war Herr auf Zülow und Kothendorf. Jener war der Großvater von Helmold II. (urkundlich 1487), ebenfalls Herr auf Zülow und Kothendorf, der mit Anna von Scharffenberg verheiratet war.
Christoph von Zülow (* vor 1555; † nach 1621), Erbherr auf dem väterlichen Stammgut Zülow, und seine Ehefrau Anna von Lützow (* vor 1569; † nach 1610) hatten acht Söhne und vier Töchter. Sohn Balthasar, genannt Baltzer († 1670), wurde 1599 in Zülow geboren. 1618 zog er in den Böhmischen Krieg. Bei der  Schlacht am Weißen Berg bei Prag war er auf Seiten des Winterkönigs dabei und überlebte. Später avancierte er zum Major im schwedischen bzw. Mecklenburger Militär. 1632 heiratete er Margarethe von Barsse, die Tochter des Wulff von Barsse auf Groß Stieten, und wurde so zum Erbherrn auf Groß Stieten. Das Paar hatte sechs Töchter und vier Söhne. Margarethe starb 1650. 1652 heiratete Baltzer von Zülow in zweiter Ehe Maria Elisabeth von Hahn, eine Tochter Joachim von Hahns, Erbherrn auf Saltzau. Fünf weitere Kinder stammten aus dieser Ehe. Nachfolger als Erbherr der von ihm neugestifteten Linie auf Groß Stieten wurde Sohn Joachim Baltzer von Zülow.
1702 erwarb der kurhannoversche Major Victor von Zülow das Gut Blücher in Besitz (Mecklenburg).
Adalbert von Zülow (* Friedrichstadt 20. Juni 1856; † Schloss Eulbach 1. Februar 1936), königlich preußischer Oberst a. D., und Wilhelmine von Zychlinski aus dem Hause Röhrsdorf (* Münsterberg 19. September 1870; † Erbach 4. April 1950) waren die Eltern von Christa von Zülow (* Wittenberg an der Elbe 21. Juni 1894; † Erbach 15. August 1962). Sie war mit Alexander Graf zu Erbach-Erbach und von Wartenberg-Roth (* 1891; † 1952) verheiratet und die Mutter des 1943 21-jährig als Leutnant im Reiterregiment 23 bei Newel in Russland gefallenen Eberhard Graf zu Erbach-Erbach und Franz Graf zu Erbach-Erbach (1925–2015).

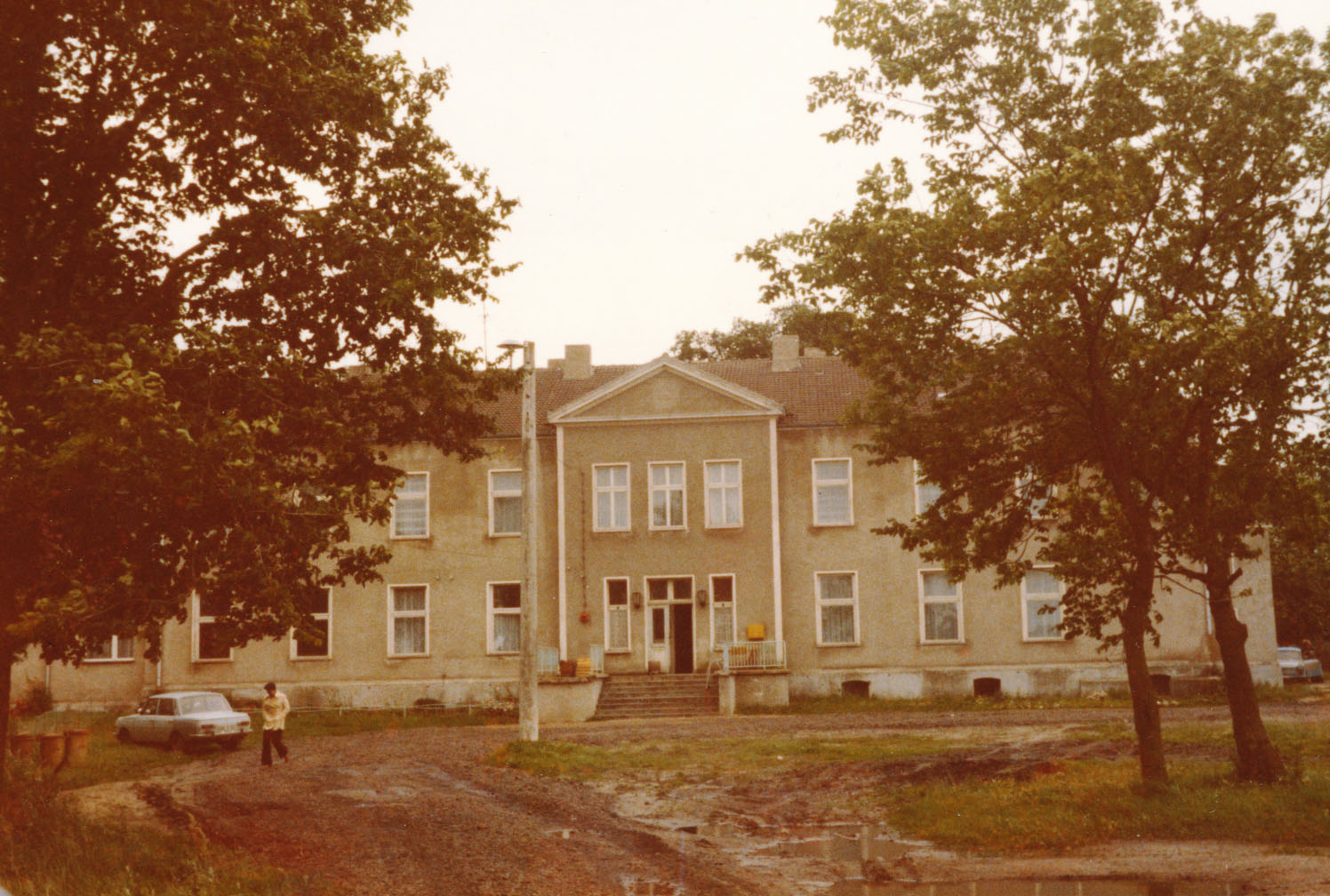
Gutshaus Knorrendorf vor 1990

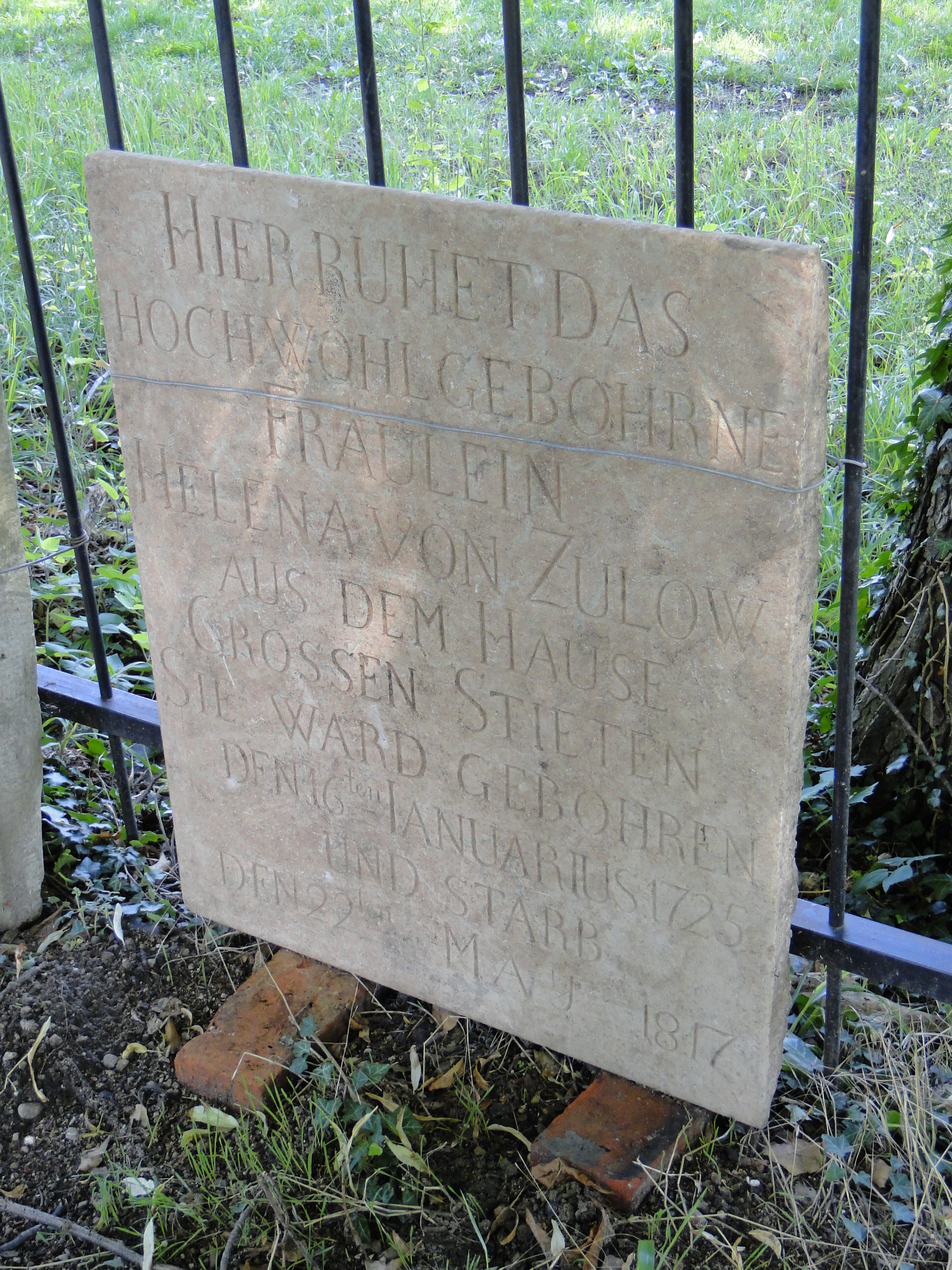
Zülow-Grabplatte auf dem Klosterfriedhof Dobbertin

### Linien
Die Familie von Zülow verzweigte sich in folgende Linien:
- I. Zülow (Stammlinie)
- II. Groß Krankow und Petersdorf (Ortsteile der heutigen Gemeinde Bobitz)
- III. Groß Stieten
- IV. Alt Karin (Ortsteil der heutigen Gemeinde Carinerland)
- V. Mühlenbeck (Ortsteil der heutigen Gemeinde Schossin)

In alter Zeit gehörte das Gut Renzow der Familie. Bis zum Konkursverfahren 1929/1930 wohnte eine Linie auch auf dem Gut Knorrendorf im Amt Malchin, die Gutsherren standen zuvor über Generationen als Offiziere zumeist in preußischen Diensten.

## Wappen
Das Wappen zeigt in Silber einen schwarzen Balken. Auf dem Helm mit schwarz-silbernen Decken der Balken zwischen zwei von Silber und Schwarz übereck-geteilten Hörnern.

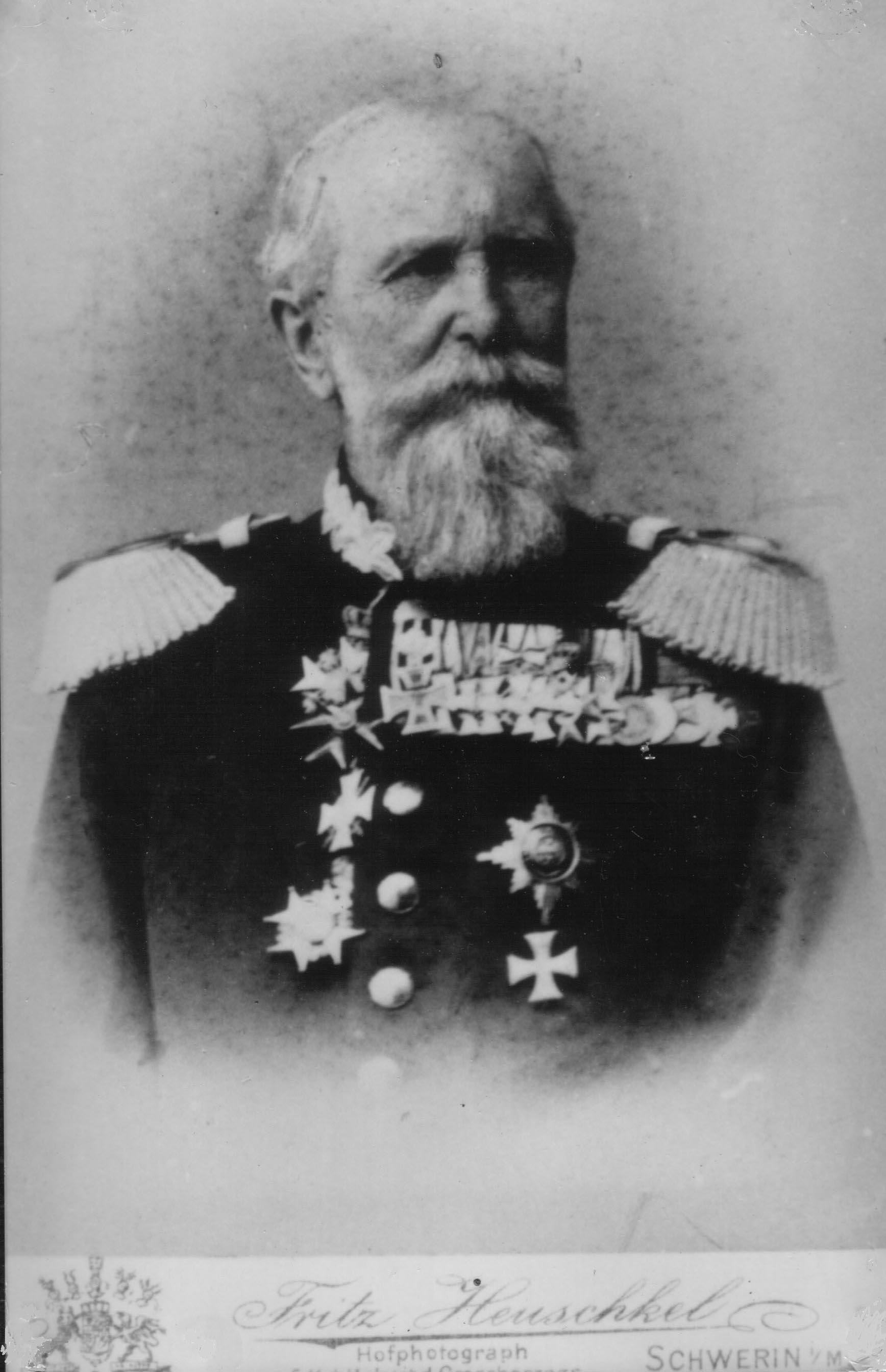
Friedrich von Zülow (1830–1918), mecklenburgischer Generalmajor

## Personen
- Baltzer von Zülow (1599–1670), Erbherr auf Groß Stieten, Major in schwedischen bzw. mecklenburgischen Diensten
- Christoph von Zülow (erwähnt 1632), braunschweigischer Soldat und Mitglied der Fruchtbringenden Gesellschaft
- Dorothea Maria von Zülow (1702–1769), Mutter des preußischen Generalfeldmarschalls Gebhard Leberecht von Blücher
- Jakob von Zülow (1729–1802), preußischer Generalmajor
- Jeanette von Zülow, Tochter Jakobs, heiratete 1794 den Offizier und späteren oberschlesischen Bergbauunternehmer Graf Carl Ludwig von Ballestrem (1755–1829)
- Hermann von Zülow (1806–1879), großherzoglich mecklenburgischer General der Infanterie
- Friedrich von Zülow (1830–1918), großherzoglich mecklenburgischer Generalmajor
- Franz von Zülow (1883–1963), österreichischer Maler und Graphiker
- Alexander von Zülow (1890–1948), deutscher Generalleutnant
- Julie Caroline Friederike Auguste von Zülow (1869–1942), seit dem 12. August 1902 Ehefrau des deutschen Arztes, Anatomen und Pathologen Friedrich Berthold Reinke

## Trivia
- Barthold von Bülow der Jüngere (* 1591; † 1620)[11] hatte sich 1620 im mecklenburgischen Boizenburg ein Duell auf Degen mit seinem Vetter Baltzer von Zülow geliefert, in dessen Verlauf er Zülow niederstreckte, aber nicht tötete. Im Moment der Niederlage Baltzer von Zülows griff dessen Bruder in das Duell ein, brachte Barthold von Bülow zu Fall und erstach diesen am Boden liegend.[12]
- Im Einschreibebuch des Klosters Dobbertin befinden sich 23 Eintragungen von Töchtern der Familien von Zülow aus Mühlenbeck, Groß Stieten, Groß Nienhagen, Tarnow, Zülow, Klein Helle, Knorrendorf und Tecklenburg  von 1701 bis 1910 zur Aufnahme in das dortige adelige Damenstift. Ein Bildwappen befindet sich an der nördlichen Gebetsloge auf der Nonnenempore in der Klosterkirche.